# Hydropsyche klefbecki
Hydropsyche klefbecki là một loài Trichoptera trong họ Hydropsychidae. Chúng phân bố ở miền Cổ bắc.